# Leo Canjels
Leonard „Leo“ Canjels (1. dubna 1933, Breda, Nizozemsko – 26. května 2010, Breda, Nizozemsko) byl nizozemský fotbalista a reprezentant, který hrával na pozici středního útočníka. Působil i jako fotbalový trenér, po ukončení aktivní kariéry vedl převážně belgické kluby a nizozemský MVV Maastricht a NAC Breda. S trénováním skončil v roce 1990.
Měl přezdívku Het Kanon (dělo) díky své razantní střelbě. Po vleklé chorobě zemřel 26. května 2010.

## Fotbalová kariéra
Canjel začínal s fotbalem v amatérském celku VV Baronie, klubu z Bredy. Většinu své aktivní hráčské kariéry (1956–1963) však strávil v klubu NAC Breda. Dvakrát se stal nejlepším střelcem Eredivisie, v sezóně 1957/58 vstřelil 32 branek a v následujícím ročníku 1958/59 se trefil do sítě celkem 33krát.
V roce 1959 odehrál tři zápasy za nizozemskou fotbalovou reprezentaci a vstřelil 2 branky. Svůj reprezentační debut absolvoval 10. května v přátelském utkání proti domácímu Turecku (remíza 0:0). O tři dny později vstřelil v Sofii oba góly Nizozemska při prohře 2:3 s domácím Bulharskem.

### Reprezentační zápasy
Zápasy Lea Canjelse za A-tým Nizozemska
| Datum       | Stadion                                      | Tým #1                                      | Výsledek | Tým #2                         | Soutěž          | Ref.  |
| ----------- | -------------------------------------------- | ------------------------------------------- | -------- | ------------------------------ | --------------- | ----- |
| 10. 5. 1959 | Istanbul, Turecko                            | Turecko                                     | 0:0      | Nizozemsko                     | Přátelský zápas | [ 4 ] |
| 13. 5. 1959 | Národní stadion Vasil Levski Sofie Bulharsko | Bulharsko 39' Kolev 41' Vasilev 67' Sokolov | 3:2      | Nizozemsko 12' 66' Canjels     | Přátelský zápas | [ 5 ] |
| 27. 5. 1959 | Olympijský stadion Amsterdam Nizozemsko      | Nizozemsko 18' Van der Gijp                 | 1:2      | Skotsko 59' Collins 65' Leggat | Přátelský zápas | [ 6 ] |